# Danielle Gibson
Danielle Rose Gibson (* 30. April 2001 in Cheltenham, Vereinigtes Königreich) ist eine englische Cricketspielerin, die seit 2023 für die englische Nationalmannschaft spielt.

## Aktive Karriere
Gibson begann ihre Karriere bei Gloucestershire und erhielt einen Vertrag bei den London Spirit in der Saison 2021. Nach guten Leistungen dort und für die Western Storm wurde sie als mitreisender Ersatz für den ICC Women’s T20 World Cup 2023 mitgenommen. Ihr Nationalmannschafts-Debüt folgte dann in der WTwenty20-Serie gegen Australien im Juli 2023. Auch wurde sie für den WTest-Kader der Tour berufen, kam dort jedoch nicht zum Einsatz. Sie konnte sich in der Folge im Team etablieren und erhielt die Berufung in den Kader für den ICC Women’s T20 World Cup 2024.